# Кохіла (волость)
Кохіла (ест. Kohila vald) — волость в Естонії, у складі повіту Рапламаа. Волосна адміністрація розташована в містечку Кохіла.

## Розташування
Площа волості — 230,2 км², чисельність населення становить 6890 осіб.
Адміністративний центр волості — міському селище (ест. alev)) Кохіла. Крім того, на території волості знаходяться ще 3 сільські селища (Aespa, Hageri, Prillimäe) і 21 село: Аанду, Adila, Angerja, Hageri, Kadaka, Lohu, Loone, Lümandu, Masti, Mälivere, Pahkla, Pihali, Pukamäe, Põikma, Rabivere, Rootsi, Salutaguse, Sutlema, Urge, Vana-Aespa, Vilivere.